# Lucignano
Lucignano è un comune italiano di 3 418 abitanti della provincia di Arezzo in Toscana.

## Geografia fisica

### Territorio
Il centro abitato di Lucignano sorge su un colle a 400 m s.l.m., a 28 km a sud-ovest di Arezzo. L'area comunale, nel cuore della Valdichiana, è delimitata dai comuni di Monte San Savino a nord, Marciano della Chiana e Foiano della Chiana a est, Sinalunga a sud e Rapolano Terme a ovest (questi ultimi due in provincia di Siena). Il comune di Lucignano è suddivisibile in due aree distinte: la zona centrale è in gran parte collinare, favorevole alla produzione di olio e vino, e boscosa; le aree periferiche, invece, sono pianeggianti,  con abbondanti coltivazioni di cereali (specie il grano, l'orzo, il granturco, il girasole) e fiori da esposizione.

### Clima
- Classificazione sismica: zona 3 (sismicità bassa), Ordinanza PCM 3274 del 20/03/2003
- Classificazione climatica: zona E, 2248 GR/G
- Diffusività atmosferica: media, Ibimet CNR 2002

## Storia
L'area comunale e il colle su cui oggi sorge il capoluogo comunale conobbero un denso popolamento, come tutta la Valdichiana, già in epoca villanoviana ed etrusca. La zona cadde sotto Roma durante il I secolo a.C., grazie alla conquista da parte di Silla. Un contingente romano, agli ordini del console Lucio Licinio Lucullo, si stabilì proprio sul colle ove oggi sorge il borgo e qui fondò un castrum che, in onore del console, venne ribattezzato Lucinianum.
La felice collocazione geografica fece della cittadina un crocevia tra le città di Arezzo, Siena e Perugia. In effetti le tre città si contesero ripetutamente Lucignano che, dopo il periodo di libero comune, fu conquistato prima da Arezzo e poi da Perugia.
Il declino di Arezzo, dopo la sconfitta a Campaldino contro Firenze (1289), e la progressiva sottomissione di Perugia allo Stato Pontificio, favorirono nel XIV secolo l'entrata in gioco di Siena, che occupò Lucignano. Il centro fu munito di una notevole cinta muraria (tutt'oggi perfettamente conservata) e di una rocca turrita a presidio della città. Il controllo senese perdurò fino al 1554, quando Firenze espugnò Siena, subentrandole nei territori dominati. Come in tutte le città medicee fu realizzata la Fortezza, ma venne pure proseguito lo sviluppo urbanistico, dando a Lucignano quell'aspetto tipicamente tardo-medievale che tutt'oggi possiede. La vicina località "del Calcione" nel 1632 fu elevata a marchesato a favore dei Lotteringhi della Stufa che lo ebbero fino al 1749, quando furono aboliti i feudi granducali.

### Simboli
Lo stemma e il gonfalone sono stati concessi con DPR del 31 luglio 1997.
(D.P.R. del 31 luglio 1997)
Il passato perugino della rocca di Lucignano è tutt'oggi riconoscibile nello stemma comunale, che consiste di un grifone alato, in analogia col simbolo del capoluogo umbro, in aggiunta ad una stella, a indicare che la città sorge in collina.
Il gonfalone è costituito da un drappo rettangolare di giallo.

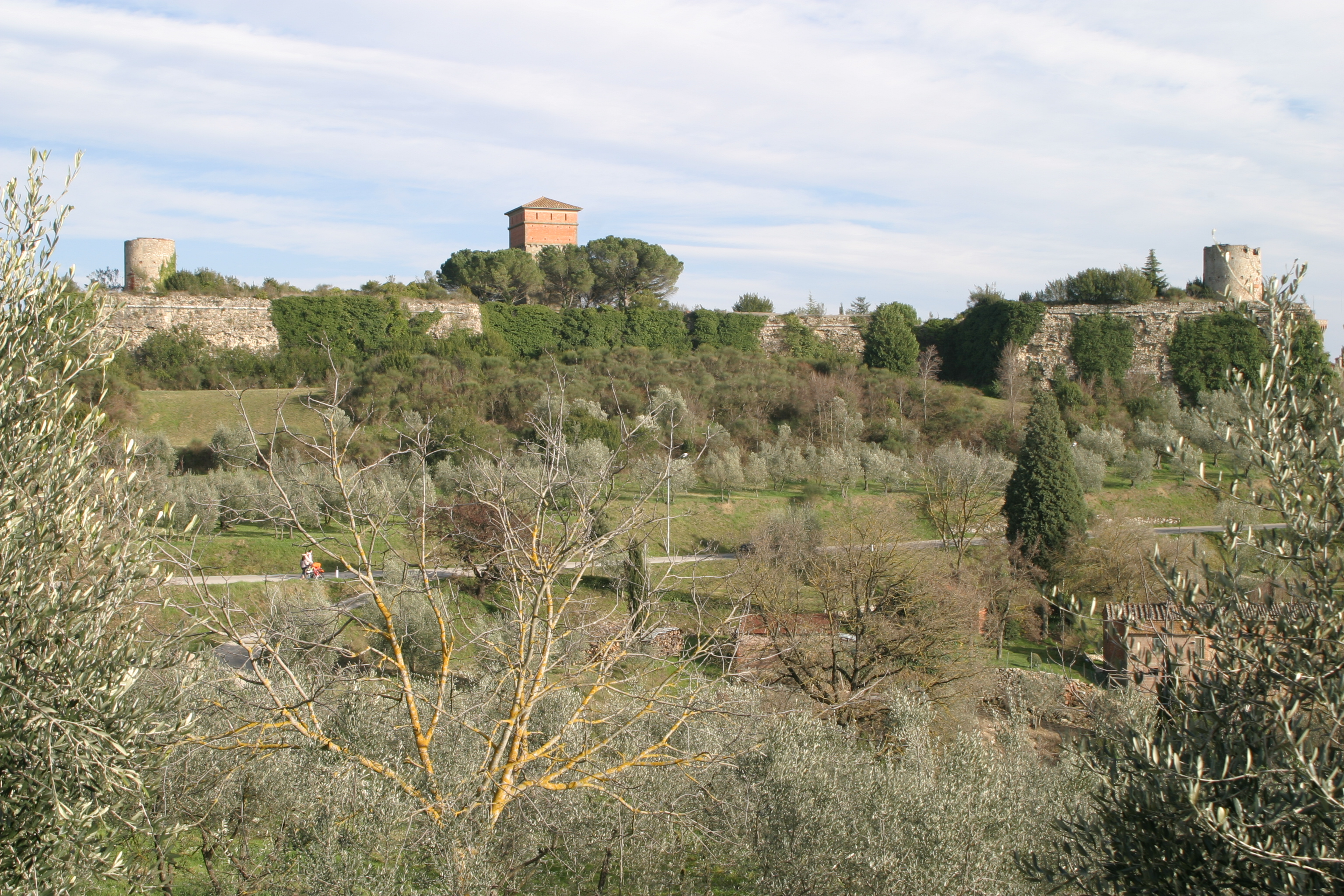
La fortezza

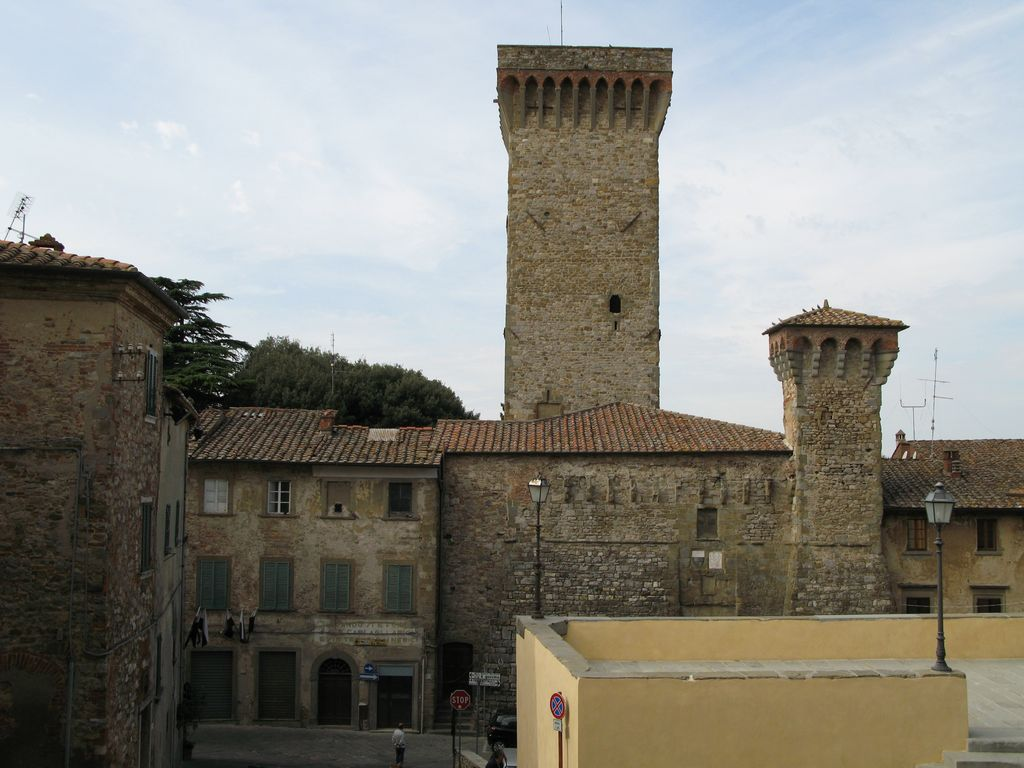
Le torri di Lucignano

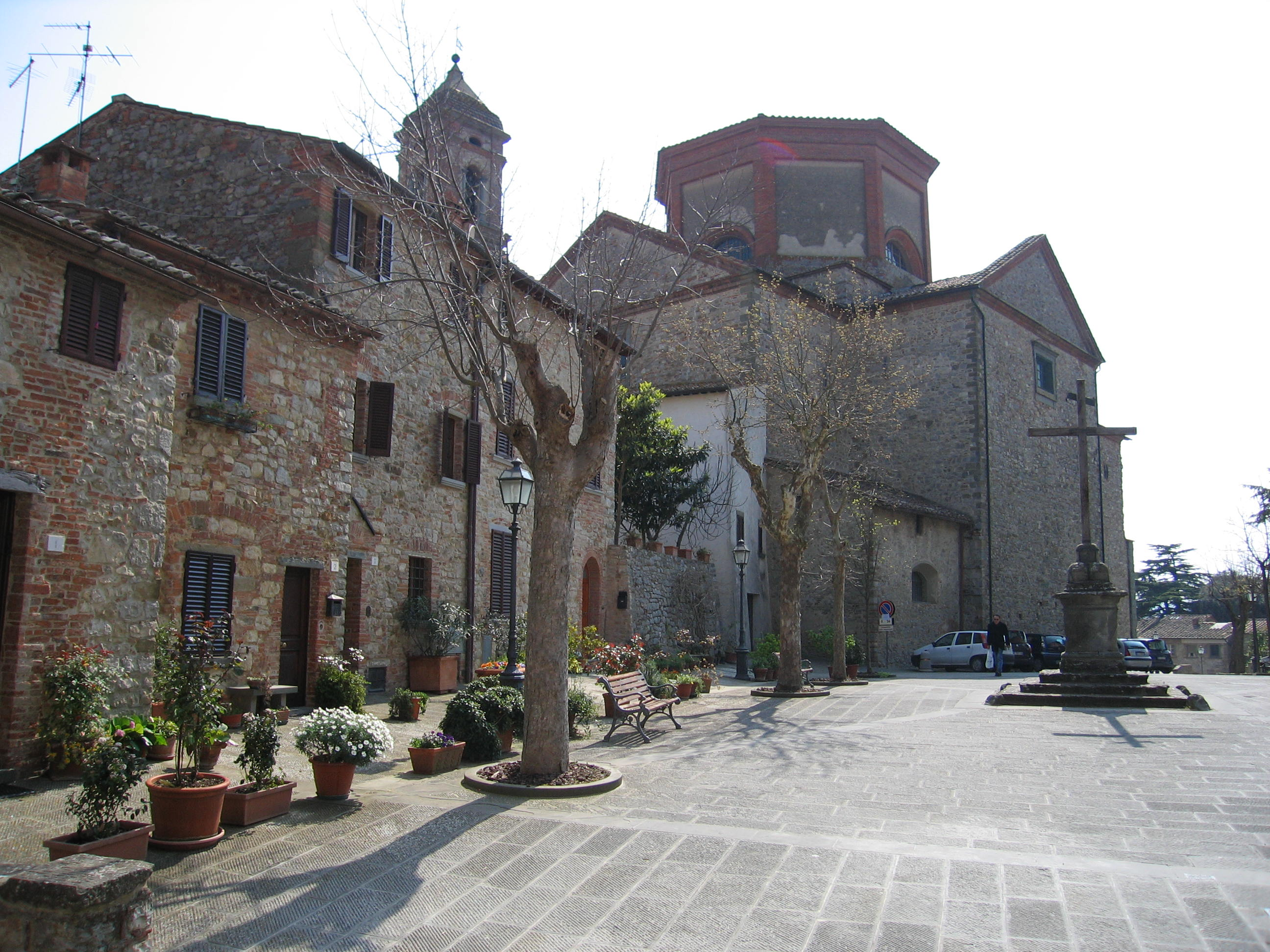
La centrale piazza San Francesco con la cinquecentesca collegiata di San Michele Arcangelo sullo sfondo

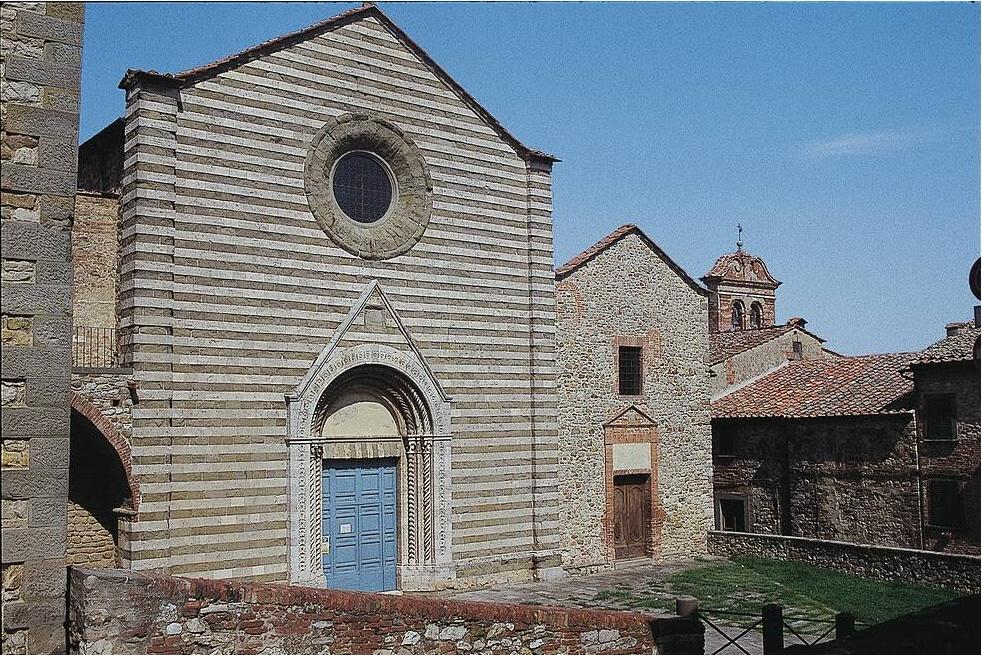
La duecentesca chiesa di San Francesco

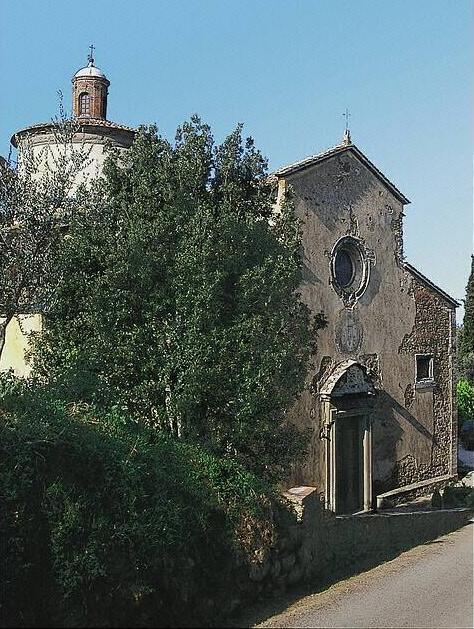
Il Santuario di Santa Maria delle Querce

## Monumenti e luoghi d'interesse
- La Collegiata di San Michele Arcangelo (1582), costruita, su disegno di Orazio Porta nel XVI secolo, a forma di croce latina. Vi sono custodite opere di artisti del XVI e XVII secolo tra i quali Giacinto Gimignani e Matteo Rosselli, nonché un pregevole altare barocco in marmo disegnato da Andrea Pozzo e un crocifisso ligneo del XIV secolo;
- La chiesa di San Francesco (XIII secolo), di stile gotico, decorata all'interno da pregevoli affreschi di artisti senesi del XIV e XV secolo tra i quali Taddeo di Bartolo e Bartolo di Fredi. Significativa è la scena, sulla parete destra della navata, con Il Trionfo della Morte;
- La chiesa della Santissima Annunziata o della Misericordia (1582), decorata in stile rinascimentale;
- La chiesa di San Biagio (situata in località Pieve Vecchia), costruita là dove sorgeva l'antica pieve romanica di San Felice (1016), di cui resta tutt'oggi la torre campanaria;
- La chiesa di San Giuseppe (1470);
- Il palazzo Pretorio (XII secolo), attualmente adibito a sede del comune; reca nella Sala dell'Udienza un affresco quattrocentesco con la Maestà e santi attribuito ad Agostino di Marsilio.[6]
- Il museo comunale, che ospita pregevoli opere dal XIII secolo al XVIII secolo (tra cui due dipinti, San Francesco che riceve le stimmate e Madonna col Bambino, attribuiti a Luca Signorelli) e l'Albero d'oro (conosciuto anche come Albero della vita o semplicemente Albero di Lucignano). Quest'ultimo è un particolare reliquiario (alto circa 2,60 m), realizzato, tra il 1350 e il 1471, da Ugolino da Vieri e di Gabriello D'Antonio e proveniente dalla chiesa di San Francesco. Dal fusto centrale, appoggiato su una teca a tempietto gotico a tre piani, si liberano dodici rami (sei per parte), il tutto sormontato da un crocifisso e un pellicano. I rami sono coperti da foglie decorate e piccole teche-reliquiario a cui apici vi sono medaglioni, che una volta raccoglievano miniature e cristalli di rocca, contornati da rametti di corallo a rappresentare il sangue di Cristo;
- La rocca Senese (XIV secolo), imponente edificio progettato da Bartolo Bartoli e costruito sotto la dominazione senese nel settore nord-est della città;
- La fortezza Medicea, la cui edificazione è attribuita a Bernardo Puccini;
- La cinta muraria, che delimita il centro storico a mo' di ellisse e da cui si transita tramite le due porte di San Giovanni e San Giusto, entrambe realizzate nel 1371 (mentre una terza porta, anch'essa edificata nel 1371, fu successivamente chiusa, prendendo il nome di Porta Murata; recentemente è stata riaperta ai visitatori).
- Il santuario di Santa Maria della Querce (1568), posto fuori delle mura e attribuito a Giorgio Vasari;
- Il convento dei Padri Cappuccini (1580);

## Società

### Evoluzione demografica
Abitanti censiti

### Etnie e minoranze straniere
Secondo i dati ISTAT al 31 dicembre 2010 la popolazione straniera residente era di 313 persone. Le nazionalità maggiormente rappresentate in base alla loro percentuale sul totale della popolazione residente erano:
- Romania 86 2,38%
- Tunisia 38 1,05%

## Cultura
Lucignano fa parte dell'associazione I borghi più belli d'Italia.

### Eventi
- Colori e Sapori in Fiera (prima domenica di aprile) esposizione e vendita di fiori e piante, nonché degustazione e vendita di prodotti gastronomici e vini locali;
- I fiori di Lucignano o Festa dei Fiori (prima domenica di maggio), anteprima della Maggiolata con vendita dei fiori per le vie del borgo;
- Raduno delle Bande Musicali (seconda domenica di maggio), rassegna musicale con le relative bande provenienti dagli altri comuni chianini e dalle vicine province;
- Maggiolata, tradizionale festa della primavera con sfilata di carri composti da migliaia di fiori e gruppi musicali per le vie del centro storico. La manifestazione consiste in una sfida tra i quattro rioni del paese nella preparazione del carro più bello. I carri sfilano nelle ultime due domeniche di maggio (da cui la manifestazione prende il nome): nella seconda la giuria rende noto il rione vincitore, al quale va l'ambito Grifo d'oro. Il tutto è preceduto dalla spogliazione dei carri, i cui fiori vengono vicendevolmente lanciati tra i rionali, dando vita ad una singolare "battaglia dei fiori".[chiarire con fonti terze e autorevoli la rilevanza di ciascun evento]

I quattro rioni partecipanti sono:
 Porta Murata
 Porta San Giovanni
 Porta San Giusto
 Via dell'Amore

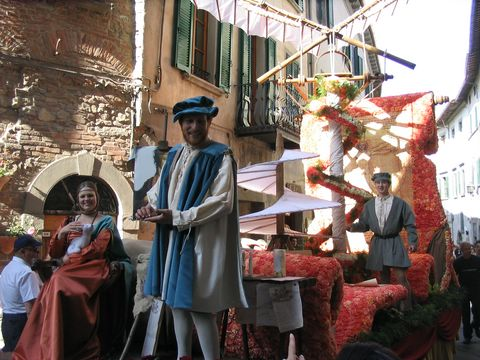
Maggiolata Lucignanese

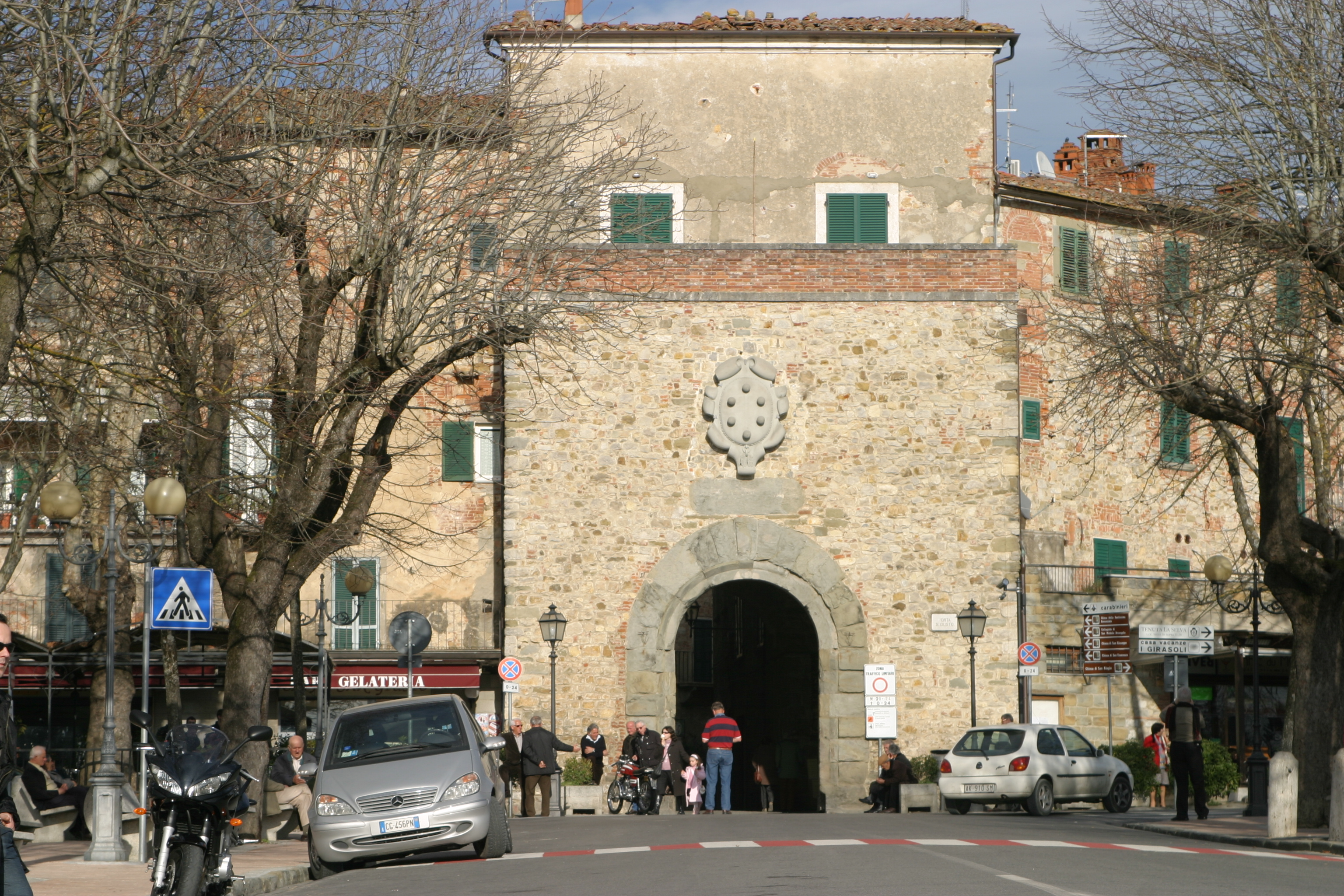
Porta di San Giusto, l'ingresso principale al centro storico di Lucignano

- Cammin mangiando (terza domenica di giugno), passeggiata enogastronomica in quattro tappe tra i più caratteristici punti del territorio comunale (centro storico, Santuario di Santa Maria della Querce, lago di Rocchetto e Castello del Calcione), nei quali sono allestiti stand per la degustazione dei piatti e dei vini locali;
- Notte bianca (sabato precedente la prima domenica di luglio);
- Festa Popolare della Croce (prime due settimane di luglio), si tiene nella frazione omonima; apprezzata per gli spettacoli serali e l'ottimo stand ristorante;
- Calici di stelle, degustazione enogastronomica nel caratteristico scenario della notte di San Lorenzo (10 agosto);
- Memorie del passato (ultima domenica di settembre), rievocazione storico culturale della vita di fine '800 lungo le strade del centro storico;
- Mostra di pittura estemporanea (terza domenica di ottobre), concorso di pittura a premi;
- Fiera dell'olio nuovo (terza domenica di dicembre), mostra, degustazione e vendita dell'olio extravergine di oliva prodotto con le olive appena raccolte dai produttori locali;
- Fiera del Ceppo (vigilia di Natale), mostra e vendita dei prodotti tipici locali.[chiarire con fonti terze e autorevoli la rilevanza di ciascun evento]

### Film girati a Lucignano
- Copia conforme (2010) di Abbas Kiarostami con Juliette Binoche, girato tra Arezzo, Lucignano e Cortona.
- Le due vite di Mattia Pascal (1985), di Mario Monicelli con Marcello Mastroianni.Fontana dei giardini pubblici al tramonto.

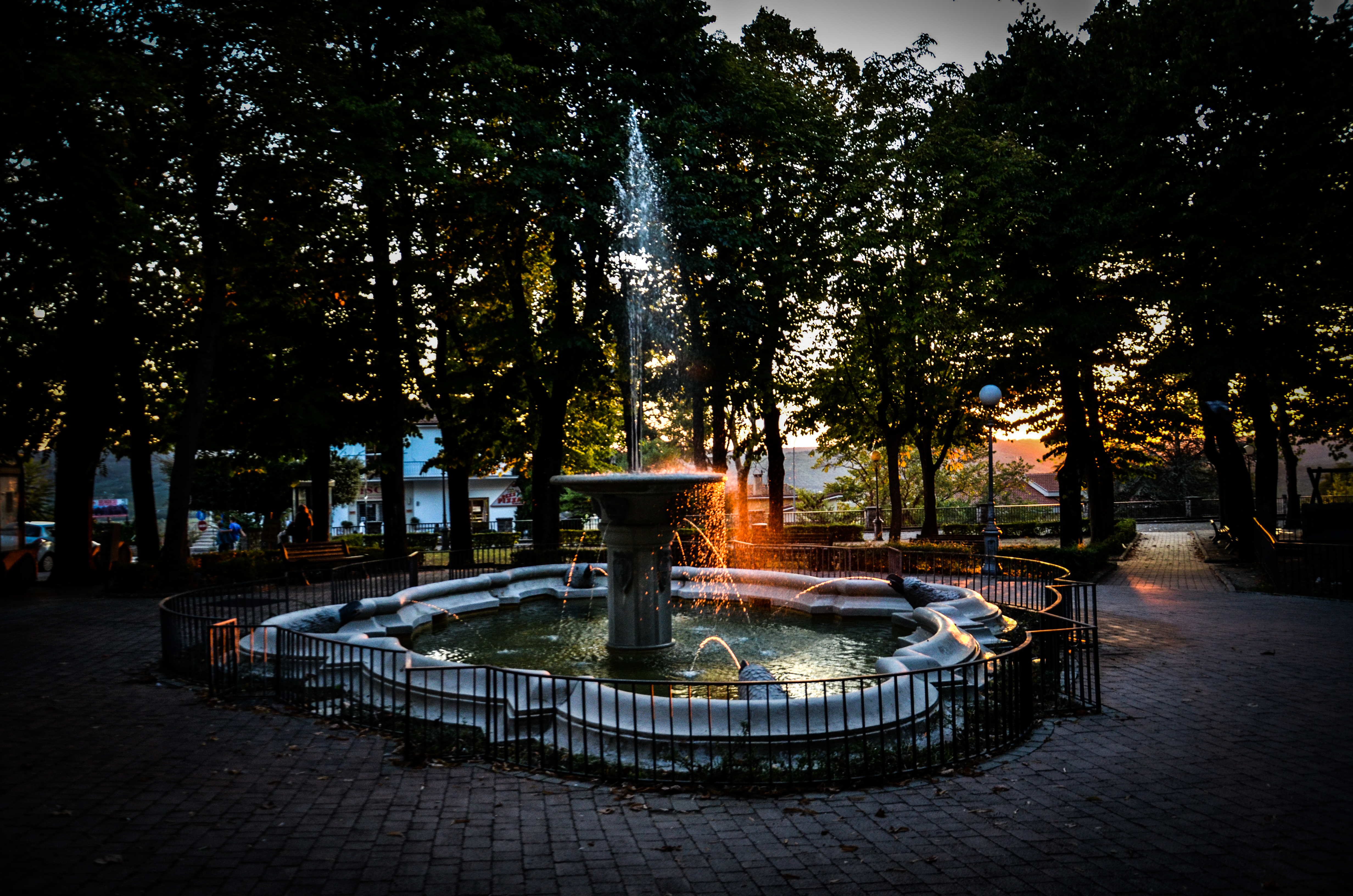
Fontana dei giardini pubblici al tramonto.

## Geografia antropica

### Il centro storico
L'aspetto architettonico di Lucignano è assai singolare, specie per la notevole differenza tra gli edifici delle due parti del centro storico. Entrando infatti da Porta San Giusto si dipartono due strade: via Roma che si dirige a sinistra e via Matteotti che invece svolta verso destra. La prima è tradizionalmente nota come "via povera", in quanto anticamente ivi risiedevano le famiglie più umili, e si contraddistingue per la presenza di edifici di epoca medievale dalle piccole dimensioni. La seconda è invece chiamata "via ricca" e qui vivevano un tempo le famiglie nobili del borgo, come testimoniano gli eleganti palazzetti in stile rinascimentale.
La notevole bellezza del centro storico di Lucignano ha fatto sì che oggi il borgo si fregi della Bandiera Arancione del Touring Club Italiano.

### Frazioni
- Calcione
- Croce
- Pieve Vecchia
- Santa Maria

Tra le altre località minori del territorio sono da ricordare Campoleone, Corti, Maestà dei Mori, Montalgallo, Poschini, San Savino, Scerpella e Sentenze.

## Infrastrutture e trasporti
Il comune è servito dalla stazione di Lucignano-Marciano-Pozzo, sulla ferrovia Arezzo-Sinalunga.

## Amministrazione
Di seguito è presentata una tabella relativa alle amministrazioni che si sono succedute in questo comune.
| Periodo        | Periodo        | Primo cittadino  | Partito                                                        | Carica  | Note  |
| -------------- | -------------- | ---------------- | -------------------------------------------------------------- | ------- | ----- |
| 12 luglio 1985 | 17 giugno 1990 | Guido Perugini   | Partito Comunista Italiano                                     | Sindaco | [ 8 ] |
| 17 giugno 1990 | 24 aprile 1995 | Carlo Neri       | Partito Comunista Italiano, Partito Democratico della Sinistra | Sindaco | [ 8 ] |
| 24 aprile 1995 | 14 giugno 1999 | Daniela Cardelli | lista civica Patto per Lucignano (centro-sinistra)             | Sindaco | [ 8 ] |
| 14 giugno 1999 | 14 giugno 2004 | Gabriele Bruni   | lista civica Patto per Lucignano (centro-sinistra)             | Sindaco | [ 8 ] |
| 14 giugno 2004 | 8 giugno 2009  | Maurizio Seri    | lista civica Patto per Lucignano (centro-sinistra)             | Sindaco | [ 8 ] |
| 8 giugno 2009  | 26 maggio 2014 | Maurizio Seri    | lista civica Patto per Lucignano (centro-sinistra)             | Sindaco | [ 8 ] |
| 26 maggio 2014 | 27 maggio 2019 | Roberta Casini   | lista civica Patto per Lucignano (centro-sinistra)             | Sindaco | [ 8 ] |
| 27 maggio 2019 | in carica      | Roberta Casini   | lista civica Patto per Lucignano (centro-sinistra)             | Sindaco | [ 8 ] |

## Sport

### Calcio
La principale squadra di calcio della città è l'U.S.D. Lucignano che milita nel girone F di Prima Categoria Toscana.